# Michał Gurgul
Michał Gurgul (Poznań, 30 gennaio 2006) è un calciatore polacco, difensore del Lech Poznań.

## Caratteristiche tecniche
È un terzino sinistro che può giocare anche al centro della difesa.

## Carriera

### Club
Gurgul è cresciuto nel settore giovanile del Lech Poznań ed ha debuttato in prima squadra il 12 marzo 2023 nell'incontro di Ekstraklasa pareggiato 1-1 contro il Piast Gliwice. Ha segnato il suo primo gol il 28 settembre seguente nel successo casalingo per 4-1 contro il Raków Częstochowa.

### Nazionale
Ha giocato nelle nazionali giovanili polacche Under-16, Under-17, Under-18 ed Under-19
Il 6 novembre 2024 ha ricevuto la prima convocazione da parte della nazionale maggiore polacca per gli incontri di Nations League contro Portogallo e Scozia.

## Statistiche

### Presenze e reti nei club
Statistiche aggiornate al 9 novembre 2024.
| Stagione        | Squadra         | Campionato      | Campionato | Campionato | Coppe nazionali | Coppe nazionali | Coppe nazionali | Coppe continentali | Coppe continentali | Coppe continentali | Altre coppe | Altre coppe | Altre coppe | Totale | Totale | Totale |
| Stagione        | Squadra         | Comp            | Pres       | Reti       | Comp            | Pres            | Reti            | Comp               | Pres               | Reti               | Comp        | Pres        | Reti        | Pres   | Reti   |        |
| --------------- | --------------- | --------------- | ---------- | ---------- | --------------- | --------------- | --------------- | ------------------ | ------------------ | ------------------ | ----------- | ----------- | ----------- | ------ | ------ | ------ |
| 2022-2023       | Lech Poznań II  | 2L              | 7          | 0          | -               | -               | -               | -                  | -                  | -                  | -           | -           | -           | 7      | 0      |        |
| 2023-2024       | Lech Poznań II  | 2L              | 11         | 0          | -               | -               | -               | -                  | -                  | -                  | -           | -           | -           | 11     | 0      |        |
| 2022-2023       | Lech Poznań     | EK              | 3          | 0          | CP              | 0               | 0               | UECL               | 0                  | 0                  | -           | -           | -           | 3      | 0      |        |
| 2023-2024       | Lech Poznań     | EK              | 10         | 1          | CP              | 0               | 0               | UECL               | 1                  | 0                  | -           | -           | -           | 11     | 1      |        |
| 2024-2025       | Lech Poznań     | EK              | 13         | 0          | CP              | 1               | 0               | -                  | -                  | -                  | -           | -           | -           | 14     | 0      |        |
| Totale carriera | Totale carriera | Totale carriera | 44         | 1          |                 | 1               | 0               |                    | 1                  | 0                  |             | -           | -           | 46     | 1      |        |

## Palmarès

### Club

#### Competizioni nazionali
- Campionato polacco: 1

Lech Poznań: 2024-2025